# Viervleugelnachtzwaluw
De viervleugelnachtzwaluw (Caprimulgus longipennis) is een vogel uit de familie van de nachtzwaluwen (Caprimulgidae).

## Beschrijving
De viervleugelnachtzwaluw is 23 cm lang en 60 tot 90 gram zwaar. Deze nachtzwaluw heet zo omdat bij het volwassen mannetje een paar van de handpennen in de vleugel heel lang zijn, tot wel 30 cm. Deze sierveren bestaan uit een stuk kale schacht met aan het einde een brede, donker gekleurde veerstructuur. Als de vogel langsvliegt lijkt het of hij wordt achtervolgd door twee kleine vogeltjes of grote nachtvlinders. Van boven heeft de vogel de voor nachtzwaluwen gebruikelijke donkerbruine kleuren. Opvallend aan deze soort is het ontbreken van wit op de vleugels. Het verenkleed is bij beide geslachten verschillend.

## Verspreiding en leefgebied
De broedgebieden van de viervleugelnachtzwaluw liggen in Zuid-Soedan, Ethiopië en het noorden van Oeganda. Het is een vogel van open en halfopen leefgebieden: savanne en graslanden, vaak in de buurt van water.

## Status
De viervleugelnachtzwaluw heeft een groot verspreidingsgebied en daardoor is de kans op uitsterven gering. De grootte van de populatie is niet gekwantificeerd. Er is geen aanleiding te veronderstellen dat de soort in aantal achteruit gaat. Om deze redenen staat deze nachtzwaluw als niet bedreigd op de Rode Lijst van de IUCN.